# Orestes Sánchez
Orestes Pompeyo Sánchez Luis (Huayllay, 14 de diciembre de 1955) es un periodista, pastor evangélico y político peruano. Fue congresista de la república durante el breve periodo 2020-2021 y regidor de la Municipalidad de Lima desde 2019 hasta 2020.

## Biografía
Orestes Sánchez nació en Huayllay, ciudad localizada en el departamento de Pasco, el 14 de diciembre de 1955.
Es profesional técnico en periodismo por el Instituto Tecnológico Megatronic en Lima. Es también presidente y gerente de la Asociación Educativa Científica y Cultural (AECID), desde el año 2015, y se desempeña como pastor evangélico de la iglesia Las Asambleas de Dios.

## Trayectoria política
En el año 1992, Orestes Sánches postuló sin éxito al Congreso Constituyente Democrático por el Movimiento Independiente Paz y Desarrollo. Luego durante el año 2007, estuvo afiliado al Frente Popular Agrícola del Perú.
En 2011 postuló al Parlamento Andino por la Alianza Solidaridad Nacional y en 2016 al Congreso de la República, donde su candidatura fue retirada.
Desde el año 2014 hasta el año 2015, perteneció al Partido Nacionalista Peruano de Ollanta Humala.
En las elecciones municipales del año 2018, Sánchez postuló en la lista de regidores del candidato Daniel Urresti por el partido político Podemos Perú y resultó elegido en la Municipalidad de Lima para el periodo 2019-2022.

### Congresista de la República
En 2020, Orestes Sánchez renunció al cargo de regidor para luego participar en las elecciones parlamentarias extraordinarias como candidato al Congreso de la República por la circunscripción de Lima Metropolitana por Podemos Perú. Sánchez logró salir elegido como congresista de la república, con 13,016 votos, y fue juramentado para completar el disuelto periodo parlamentario 2016-2021.
Durante su gestión como congresista, integró la Comisión de Comercio Exterior y Turismo, así como la Comisión especial del VRAEM. Fue también vocero de la bancada de Podemos Perú, sin embargo, Sánchez terminó siendo apartado del cargo y suspendido del partido tras una denuncia en contra suya.
En marzo del 2020, Orestes Sánchez presentó un proyecto de ley que proponía la creación del ‘Día Nacional de la Oración’.

## Controversias

### Caso “Mochasueldo”
Durante su paso como congresista, Orestes Sánchez fue denunciado en el año 2020 por Miguel Ángel Calderón Paz, trabajador de su despacho congresal, de haberlo obligado a ceder parte de su sueldo como aporte. Según la denuncia difundida en el dominical Cuarto Poder, Calderón entregaba la suma de hasta S/5.800 en once depósitos bancarios dirigidos a Juan Perry Cruz, excongresista y yerno de Orestes Sánchez.
Ante la denuncia pública, la bancada de Podemos Perú solicitó a la Comisión de Ética investigar a Sánchez y también suspendió su militancia partidaria. Posteriormente en 2024, el Congreso de la República lo denunció constitucionalmente y luego el Poder Judicial dictó comparecencia con restricciones contra Orestes Sánchez por el delito de colusión.